# ロキュメンタリー
ロキュメンタリー (rockumentary)はロックミュージックやそのミュージシャンについてのドキュメンタリー映画やテレビ番組を指す新語。「ロック」と「ドキュメンタリー」の混成語である。この言葉はロブ・ライナーのモキュメンタリー、『スパイナル・タップ』で使われた。

## ロキュメンタリーの一覧
- ランニン・ダウン・ア・ドリーム （トム・ペティ&ザ・ハートブレイカーズ）
- ブルー・タートルの夢 （スティング）
- イエスソングス （イエス）
- イン・ベッド・ウィズ・マドンナ （マドンナ）
- アナザー・ステイト・オブ・マインド （ソーシャル・ディストーション、Social Distortion, ユース・ブリゲード）
- グッドナイト・クリーブランド （ザ・ヘラコプターズ）
- スティッキー・カーペット （メルボルンのパンクシーン）
- シャラップ・アンド・シング! （ディクシー・チックス）
- モントレー・ポップ （モントレー・ポップ・フェスティバル）
- クラックト・アクター （デヴィッド・ボウイ）
- ブレット・イン・ア・バイブル （グリーン・デイ）
- ウッドストック （ウッドストック・フェスティバル）
- グラストンベリー （グラストンベリー・フェスティバル）
- ラスト・ワルツ （ザ・バンド）
- ギミー・シェルター （ローリング・ストーンズ）
- メタル ヘッドバンガーズ・ジャーニー （多数のアーティスト）
- ピンク・フロイド・ライヴ・アット・ポンペイ
- ストップ・メイキング・センス （トーキング・ヘッズ）
- キッス・ラヴズ・ユー （キッス）
- キッズ・アー・オールライト （ザ・フー）
- レッド・ツェッペリン狂熱のライヴ （レッド・ツェッペリン）
- ドント・ルック・バック （ボブ・ディラン）
- ロード・ドント・スロー・ミー・ダウン （オアシス）
- ノーフューチャー （セックス・ピストルズ）
- ストーキング・ピート・ドハーティ （ザ・リバティーンズ/ベイビーシャンブルズ）
- DiG! (ザ・ダンディ・ウォーホルズ、ザ・ブライアン・ジョーンズタウン・マサカー)
- END OF THE CENTURY エンド・オブ・ザ・センチュリー （ラモーンズ）
- ミーティング・ピープル・イズ・イージー （レディオヘッド）
- イヤー・オブ・ザ・ホース （ニール・ヤング）
- ギガンティック （ゼイ・マイト・ビー・ジャイアンツ）
- レズレクション （ターボネグロ）
- 真実の瞬間 （メタリカ）
- アンヴィル! 夢を諦めきれない男たち （アンヴィル）
- レッツ・ロック・アゲイン! （ジョー・ストラマー）
- 魂の叫び (U2)
- ザ・デクライン・オヴ・ウェスタン・シヴィライゼーション （ロサンゼルスのパンクシーン）
- ザ・メタルイヤーズ （ロサンゼルスのヘヴィーメタルシーン）
- シングル・ビデオ・セオリー （パール・ジャム）
- アメリカン・ハードコア （1980年代のアメリカン・ハードコア）
- ファスト・フューチャー・ジェネレーション （グッド・シャーロット）
- ラウド・クァイエット・ラウド （ピクシーズ）
- ウィルコ・フィルム （ウィルコ）
- 悪魔とダニエル・ジョンストン （ダニエル・ジョンストン）
- ファンキー・モンクス （レッド・ホット・チリ・ペッパーズ）
- ライフ・オン・ザ・マーダー・シーン （マイ・ケミカル・ロマンス）
- Sretno dijete
- Bilo jednom... （ノヴィ・サドのパンク）
- ライヴ! トゥナイト! ソールド・アウト! （ニルヴァーナ）
- グランジ・フィーヴァー （スーパーグラス）
- リヴィング・ザ・ドリーム （ジョナス・ブラザーズ）
- ドリーム・オブ・ライフ （パティ・スミス）

MTVでは1980年代から1990年代はじめにかけて、ロキュメンタリーと題したシリーズを流した。主なミュージシャンは、AC/DC（1991年）、エアロスミス（1990年）、エリック・クラプトン（1990年）、デフ・レパード（1988年、1992年）、ドン・ヘンリー（1990年）、ロッド・スチュワート（1988年）、ピンク・フロイド（1989年）、モトリー・クルー（1989年）、ジェネシス（1992年）、メタリカ（1992年、1996年）、ローリング・ストーンズ、マドンナ、レッド・ツェッペリン、ドアーズ、ヴァン・ヘイレン等。

## ロック・モキュメンタリー
- みんなのうた
- ザ・ラットルズ〜金こそすべて
  - キャント・バイ・ミー・ランチ
- スパイナル・タップ